# أوجوست زيرنر
أوجوست زيرنر هو ممثل النمسا وأمريكي، ولد في 7 يناير 1956 في الولايات المتحدة.

## أعمال

### أفلام
- (1994) الوعد[6]
- (2007) المزورون
- (2015) كولونيا[7]

## وصلات خارجية
- أوجوست زيرنر على موقع IMDb (الإنجليزية)
- أوجوست زيرنر على موقع مونزينجر (الألمانية)
- أوجوست زيرنر على موقع قاعدة بيانات الأفلام العربية
- أوجوست زيرنر على موقع ألو سيني (الفرنسية)
- أوجوست زيرنر على موقع ميوزك برينز (الإنجليزية)
- أوجوست زيرنر على موقع أول موفي (الإنجليزية)
- أوجوست زيرنر على موقع قاعدة بيانات الأفلام السويدية (السويدية)
- أوجوست زيرنر على موقع ديسكوغز (الإنجليزية)
- أوجوست زيرنر على موقع قاعدة بيانات الفيلم (الإنجليزية)
- أوجوست زيرنر على موقع كينوبويسك (الروسية)